# 布雷恩島
布雷恩島（英語：Brain Island），是南極洲的島嶼，位於南喬治亞群島，處於斯特羅姆內斯灣，在1928年由英國研究隊繪入地點和命名，由英國海外領土管轄。